# Kmetty János
Kmetty János (Miskolc, 1889. december 23. – Budapest, 1975. november 16.) Kossuth-díjas magyar festőművész és grafikus, érdemes- és kiváló művész, főiskolai tanár. A magyar festőművészet és művészetpedagógia kiemelkedő egyénisége.

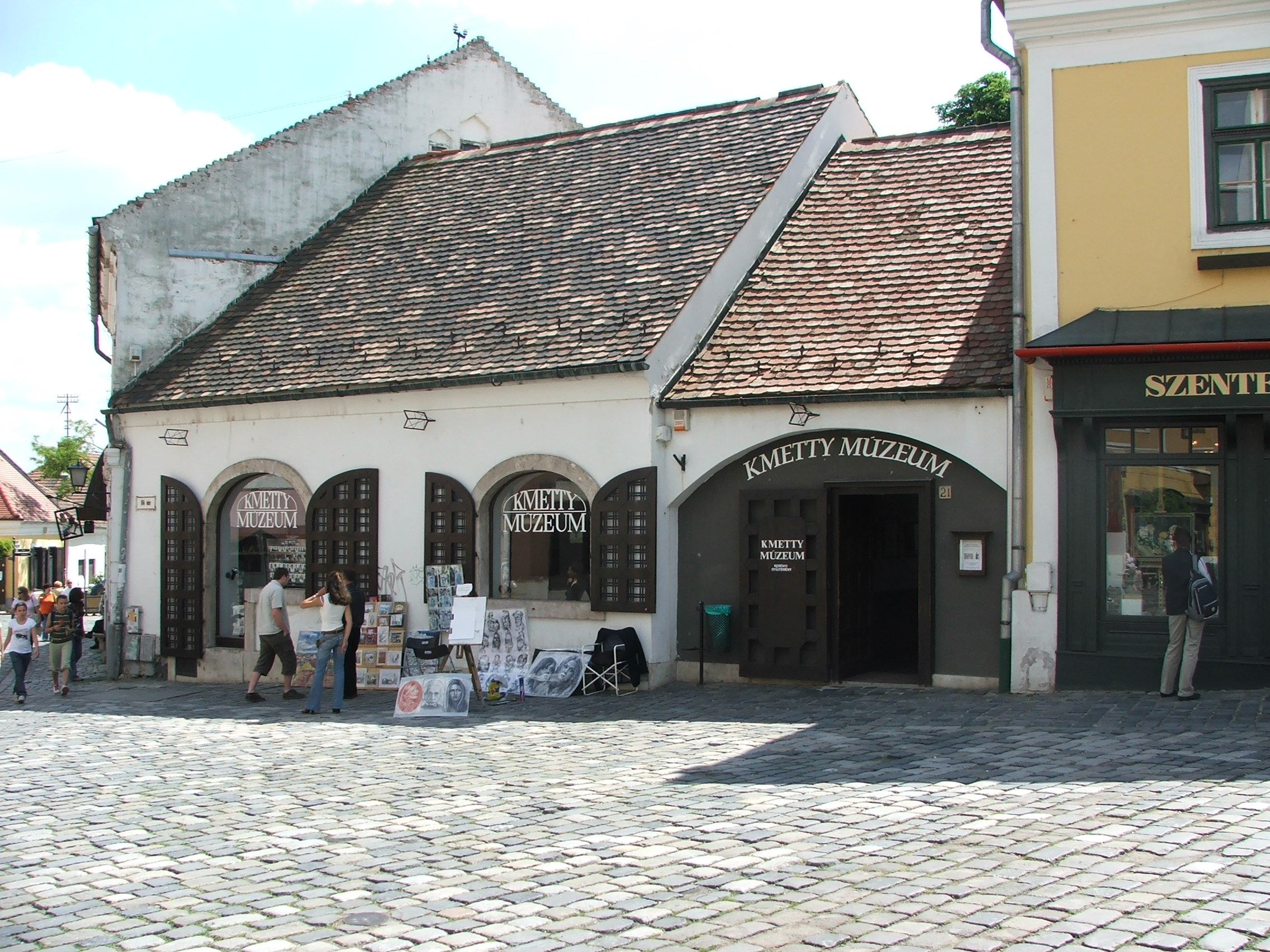
Kmetty Múzeum (Szentendre)

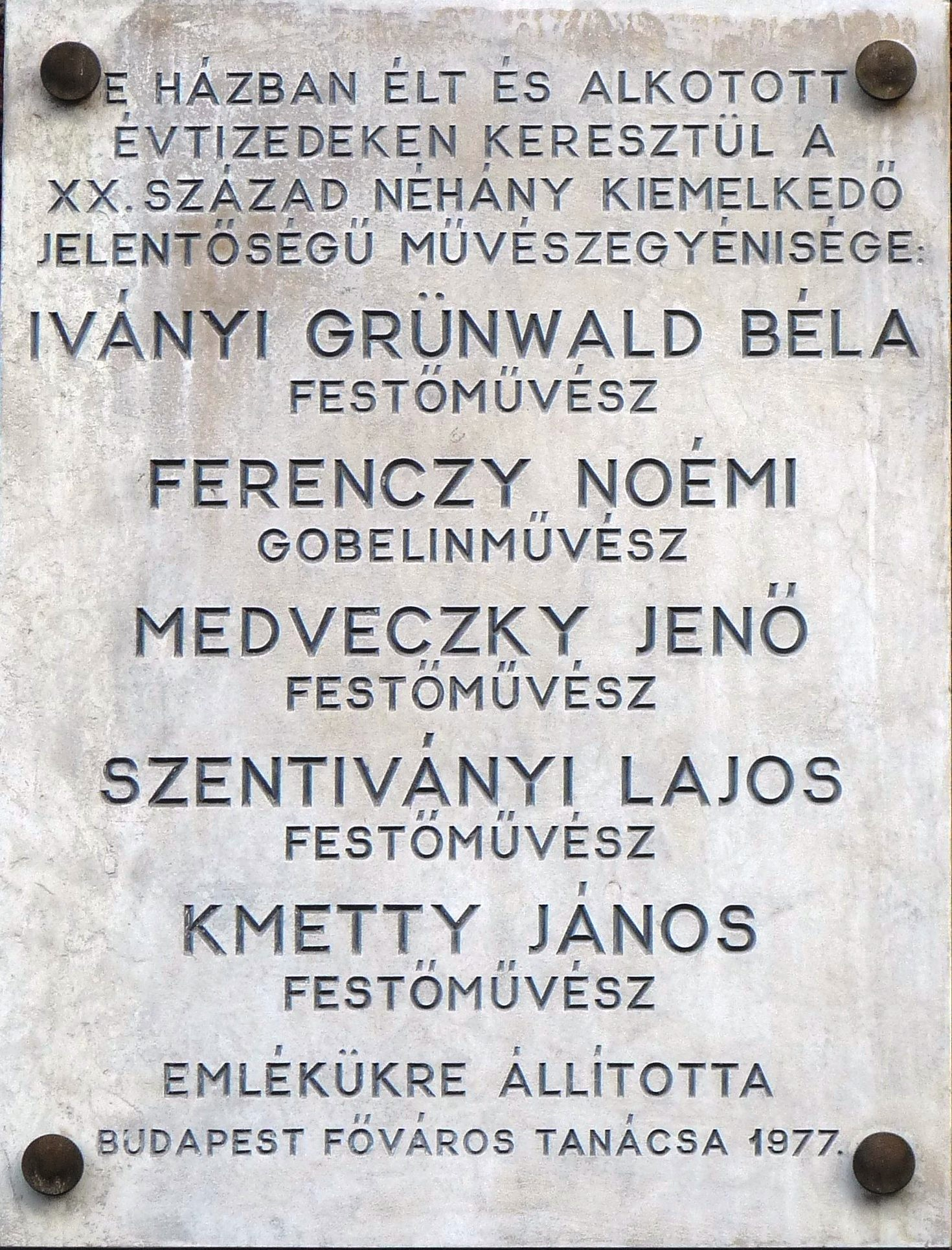
Emléktábla a Budapest V. kerület, Deák Ferenc u. 23. számú ház falán

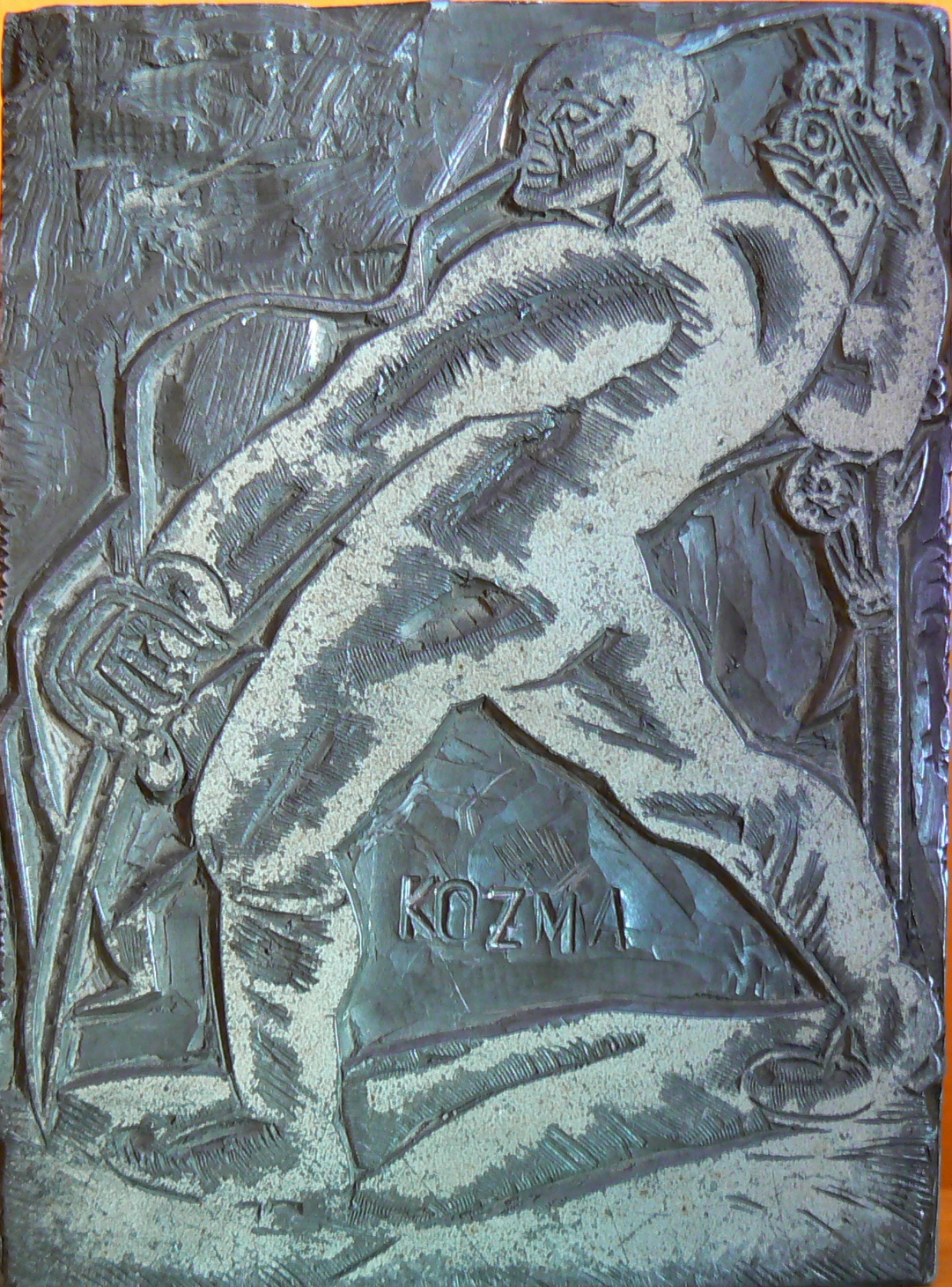
Kmetty: Be! c. plakát alakjáról készített ólommetszet dúc fotója, Kozma János munkája

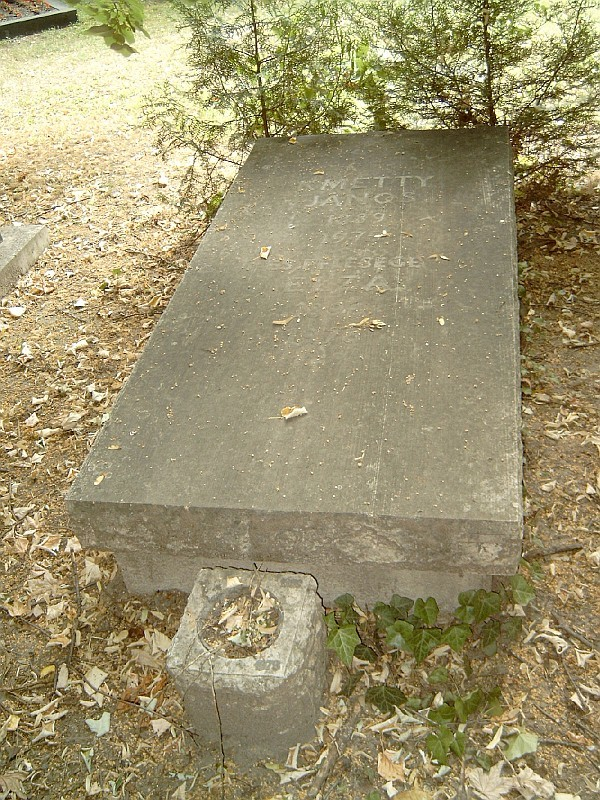
Kmetty János sírja Budapesten, Kerepesi temető: 34/2-1-28

## Élete
A festő 12 éves koráig a család Miskolcon élt, majd Kassára költöztek, Kassán Halász-Hradil Elemérnél kezdett rajzolni, majd Budapesten Szablya-Frischauf Ferenc festőiskolájában tanult, utána Ferenczy Károlynál is. Mindhárom mestere Hollósy Simon tanítványa volt.
1911-ben látogatott először Párizsba, ott a Louvre-ban mindent, de főleg a reneszánsz festészetet tanulmányozta. Nagy hatással volt rá Neuillyben a Pellerin-gyűjtemény, benne elsősorban Paul Cezanne 60 képéből álló kiállítása. A kortárs párizsi kubisták, főleg Picasso munkáit tanulmányozta.
Hat hónap múltán Kmetty hazajött Budapestre, s szorgalmasan festett, első munkái a kubizmus hatásait mutatják (Koncert, Első önarcképe), ezért a 20. század elején őt tartották az első magyar kubista festőnek.
Pályakezdése szorosan kötődik a Kassák Lajos által szerkesztett Ma irodalmi és művészeti folyóirathoz, sok barátja volt az aktivisták körében, majd a két világháború közt a KÚT képzőművészeti kör egyes tagjaihoz is barátság fűzte, s természetesen a kecskemétiekhez és a nagybányaiakhoz. Számos alkotó hazai művészre hatással volt Kmetty modern felfogású alkotói munkája, kivált a két világháború közt.
Művészetében a cezanne-i hagyományok folytatója. Életműve egyenletes, a megtalált puritán formanyelv és témakör megbízható alkalmazása és közreadása. Képeinek fő eleme a szerkezet, kubisztikusan tagolt formáit hangsúlyozott kontúrok fogják közre. Kmettynek a kubizmus felé hajló, de mindig racionálisan szerkesztett megoldású munkái igen erőteljes forma összefoglaló készségről tanúskodnak. Mint grafikus is jelentékeny, különösen erőteljesek rézkarcai, amelyek javát albumban is kiadta 1920-ban.
Nyaranként a Kecskeméti művésztelepre, később Nagybányára, majd Szentendrére járt festeni. 1946-tól a Képzőművészeti Főiskolán tanított, tanítványai közül ma már sokan híres művészek. A magyar festészet és festőmesterek egyik jelentős egyénisége.

## Tanítványaiból
- Dús László
- Gyulai Líviusz
- Ircsik József
- Kocsis Imre
- Kondor Béla
- Melocco Miklós

## Kollektív kiállításai (válogatás)
- Nemzeti Szalon, Budapest (1917)
- Belvedere, Budapest (1922)
- Tamás Galéria, Budapest (1929, 1931)
- Herman Ottó Múzeum, Miskolc (1975)

## Gyűjteményes kiállításai (válogatás)
- Fényes Adolf-terem (1960)
- Katona József Múzeum, Kecskemét (1977)
- Műcsarnok, Budapest (1977)

## Műveiből
- Fák (Városligeti táj), (1911 körül) (olaj, vászon, 66 x 85 cm) (MNG)
- Önarckép (1912) (papír, kréta, 852 x 604 mm) (MNG)
- Kecskemét (1912) (olaj, vászon, 92 x 72 cm) (MNG)
- Palettás önarckép (1912) (olaj, vászon, 91 x 79 cm) (Városi Képtár, Székesfehérvár)
- Mennybemenetel (1913) (olaj, vászon, 49 x 35 cm) (MNG)
- Hegyi beszéd (1916–17) (olaj, vászon, 45 x 55 cm) (magántulajdonban)
- Nő pohárral (1916) (olaj, vászon, 66 x 53,5 cm) (JPM)
- Két álló női akt drapériával (1918 körül) (olaj, vászon, 100 x 75 cm) (Ferenczy Múzeum, Szentendre)
- Koncert (1918) (olaj, vászon, 80 x 100 cm) (MNG)
- Be! c. plakát (1919) (a Vörös hadseregbe való belépésre buzdító plakát; közös alkotás Nemes-Lampérth Józseffel)
- Kék csendélet (1924) (Olaj, újság-applikáció, kartonon, 59×54 cm) (magántulajdonban)
- Sárgatányéros csendélet (1928) (olaj, vászon, 29 x 34 cm) (Ferenczy Múzeum, Szentendre)
- Lilakalapos önarckép (1929 körül) (olaj, vászon, 51 x 41 cm) (Ferenczy Múzeum, Szentendre)
- Nagybányai utca (1930 körül) (olaj, vászon, 100 x 60 cm) (Herman Ottó Múzeum)
- Önarckép (1930) (olaj, vászon, 49 x 77 cm) (magántulajdonban)
- Nagybányai vázlat sétáló figurával (1932) (olaj, vászon, 75 x 48 cm) (Ferenczy Múzeum, Szentendre)
- Gitáros csendélet (1932) (olaj, vászon, 100 x 35 cm) (Türr István Múzeum, Baja)
- Nagybányai részlet (1932) (olaj, vászon, 75 x 48 cm) (Ferenczy Múzeum, Szentendre)
- Szentendrei görbe utca (1940-es évek) (olaj, vászon, 53 x 71 cm) (Ferenczy Múzeum, Szentendre)
- Sárgakalapos önarckép (1965) (olaj, farostlemez, 77 x 51 cm) (JPM)
- Szentendrei idill (1969) (olaj, farost, 42 x 28 cm) (Ferenczy Múzeum, Szentendre)
- Hármas üvegablak I-II-III. (1972–73) (üveg, 87 x 27 cm ; 95 x 30 cm ; 89 x 28 cm) (Ferenczy Múzeum, Szentendre)

## Írása
- Kmetty János: festő voltam és vagyok.[9] Budapest : Corvina, 1976 (Művészet és elmélet sorozat). 82 o. 48 t. ISBN 9631310795

## Díjai
- Szinyei-díj (1943)
- Kossuth-díj (1949)
- Érdemes művész (1959)
- Kiváló művész (1965)

## Emlékezete
Tiszteletére Szentendrén múzeumot neveztek el róla, ez a Kmetty Múzeum, amelyben állandó kiállítás keretében Kmetty életműve kapott helyet.